# Wammentauben
Wammentauben sind eine Gruppe der Haustauben. Sie teilen sich ihre Vorfahren mit Segler- und Mövchentauben und haben wie diese eine ausgeprägte Kehlwamme. Sie haben jedoch eine im Vergleich höhere Körpermasse als Mövchentauben und keine Federkrause bzw. kein Jabot am Hals.

## Systematik
Curt Vogel unterschied ferner die Untergruppen Syrische Wammentauben und Portugiesische Wammentauben und ordnete Wammentauben und Segler, wie auch die Mövchentauben, der Gruppe der Strukturtauben zu. Joachim Schütte und der Europäischen Verbandes für Geflügel-, Tauben-, Vogel-, Kaninchen- und Caviazucht (EE) zählen sie zur Gruppe der Formentauben. 

## Rassen

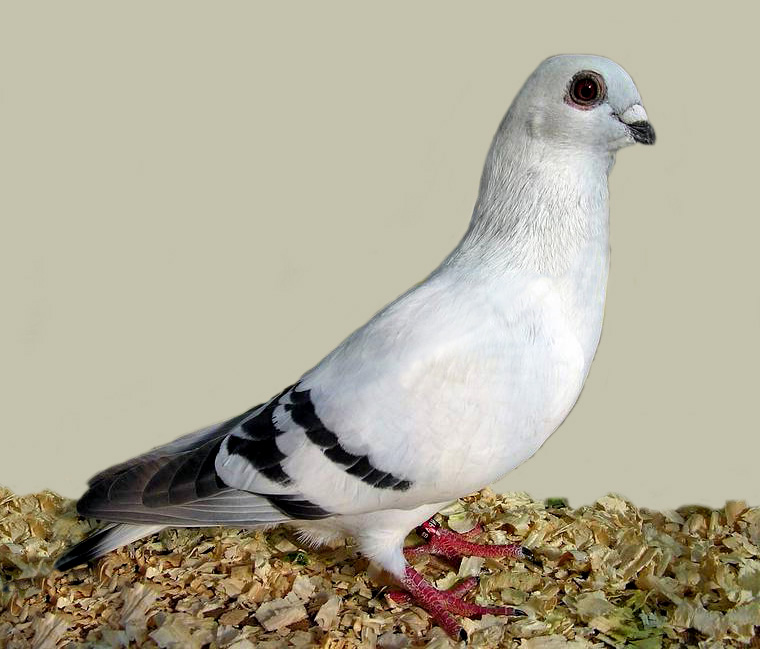
Damascener

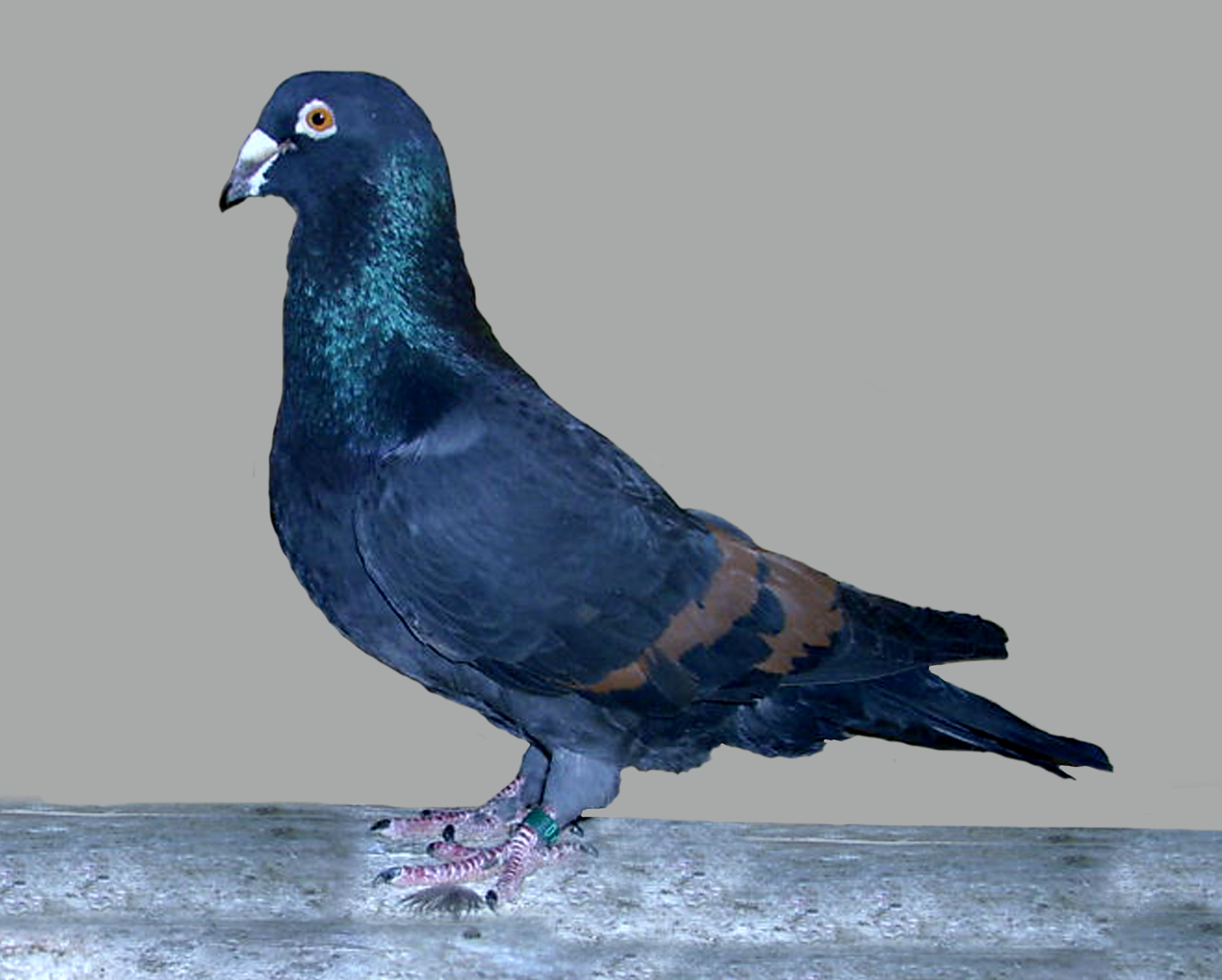
Libanontaube

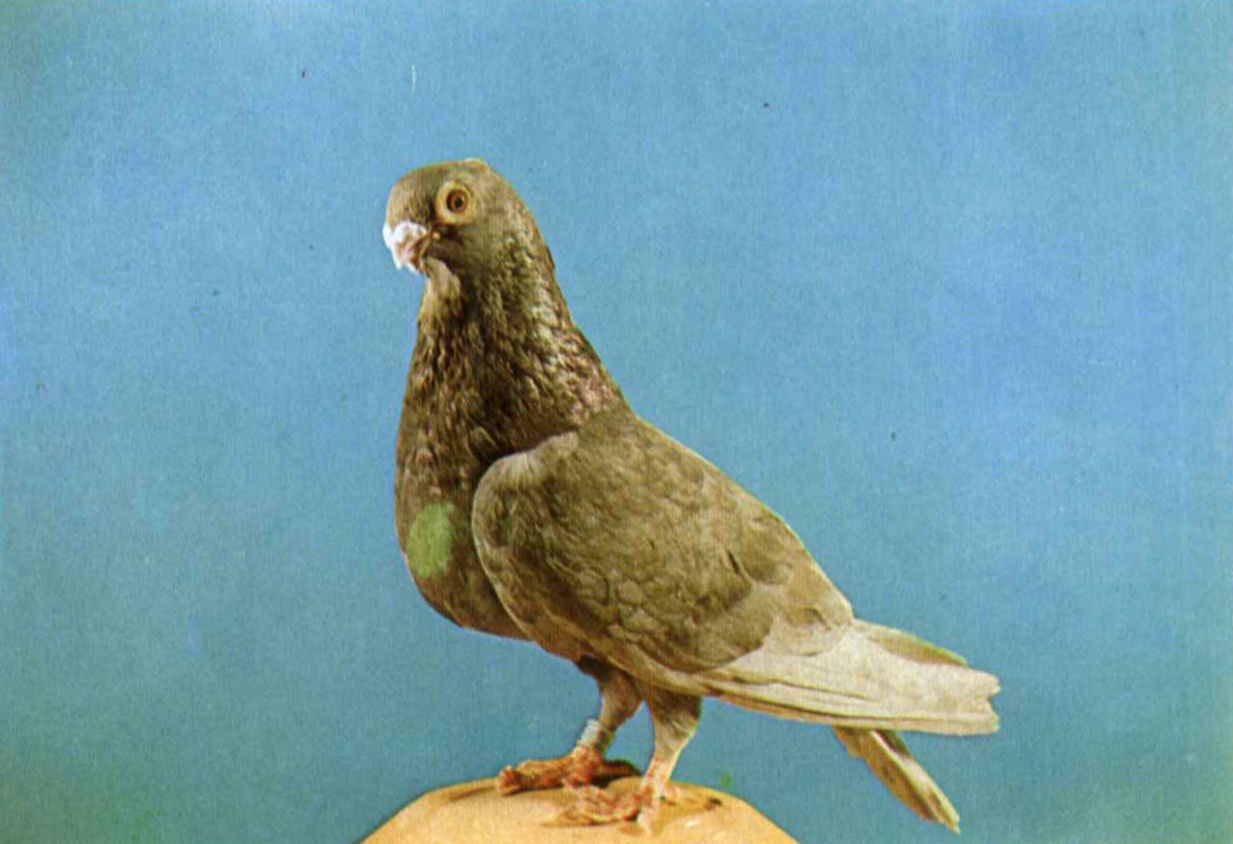
Mariolinha

Nachfolgend werden einige dieser Rassen genannt. Insofern die Rassen von der Europäische Standard Kommission für Tauben (ESKT) des Entente Européenne (EE) bestätigt wurden, folgt ihnen die Nummer, mit der sie in der „EE-Liste der Rassetauben“ verzeichnet sind:
- Syrische Wammentauben
  - Basraer Wammentaube (F/0041)
    - Kennfarbige Basraer Wammentaube[1][2]
    - Gelockte Basraer Wammentaube, mit Lockenfedern auf den Flügelschildern[1]

  - Syrische  (GB/0039) oder Beiruter Wammentaube[1]
  - Syrische Gelockte Wammentaube (F/0040)

- Portugiesische Wammentauben
  - Mariola (P/0056)
  - Mariolinha (P/0057)
  - Lusitano oder Criador Lusitano (P/0016)

- Abu-Abse-Wammentaube (D/0063)
- Adana- oder Kupeli-Wammentaube[2]
- Amhar Ghozar[2]
- Damascener (GB/0042)
- Indonesische Wammentaube[2]
- Latakija-Wammentaube[2]
- Libanontaube (D/0038)
- Mazoni-Wammentaube[2]
- Somabial Taube[1][2]
- Türkische Wammentaube[2]

Iranische oder Persische Wammentauben stehen den Seglern näher als den Wammentauben.